# Açude Atalho
O Açude Atalho é um açude brasileiro no estado do Ceará.
Está construído sobre o leito do Riacho dos Porcos, nos municípios de Brejo Santo e Jati. Foi concluído em 1991 e sua capacidade é de 108.250.000 m³. Suas obras foram executadas pelo DNOCS, em 1989 e foi inaugurado durante o governo de Fernando Collor de Mello., , .